# Rue Saint-Vincent (Liège)
Pour les articles homonymes, voir Rue Saint-Vincent.
La rue Saint-Vincent est une artère liégeoise qui va de la de la rue des Vennes au boulevard Émile de Laveleye, dans le quartier des Vennes et Fétinne.

## Historique et odonymie
La rue a été créée et baptisée en 1879 et remaniée au début du XXe siècle lors des importants travaux d'aménagement de la rive droite de la Meuse, pour l'organisation de l'exposition universelle de 1905. Elle doit son nom à l'ancien quai Saint-Vincent qui longeait le Fourchu Fossé devenu le boulevard Émile de Laveleye après son comblement.

## Description
La rue plate d'une longueur d'environ 195 m possède une vingtaine d'immeubles construits sur son côté ouest (uniquement numéros pairs), la partie orientale non bâtie se trouvant en contrebas d'un talus longeant la voie de chemin de fer.

## Rues adjacentes
- Rue des Vennes
- Boulevard Émile de Laveleye
- Rue de Paris

## Architecture et urbanisme
La rue Saint-Vincent est principalement bordée par des maisons caractéristiques de l'architecture bourgeoise de la première moitié du XXe siècle (années 1930 essentiellement) :
- aux nos 26, 42 et 46 : immeubles de style Art déco, remarquable imposte avec vitraux colorés au no 42.
- au no 44 : immeuble de style fonctionnaliste construit en 1935-1936 repris à l'inventaire du patrimoine immobilier culturel de la Wallonie[2].

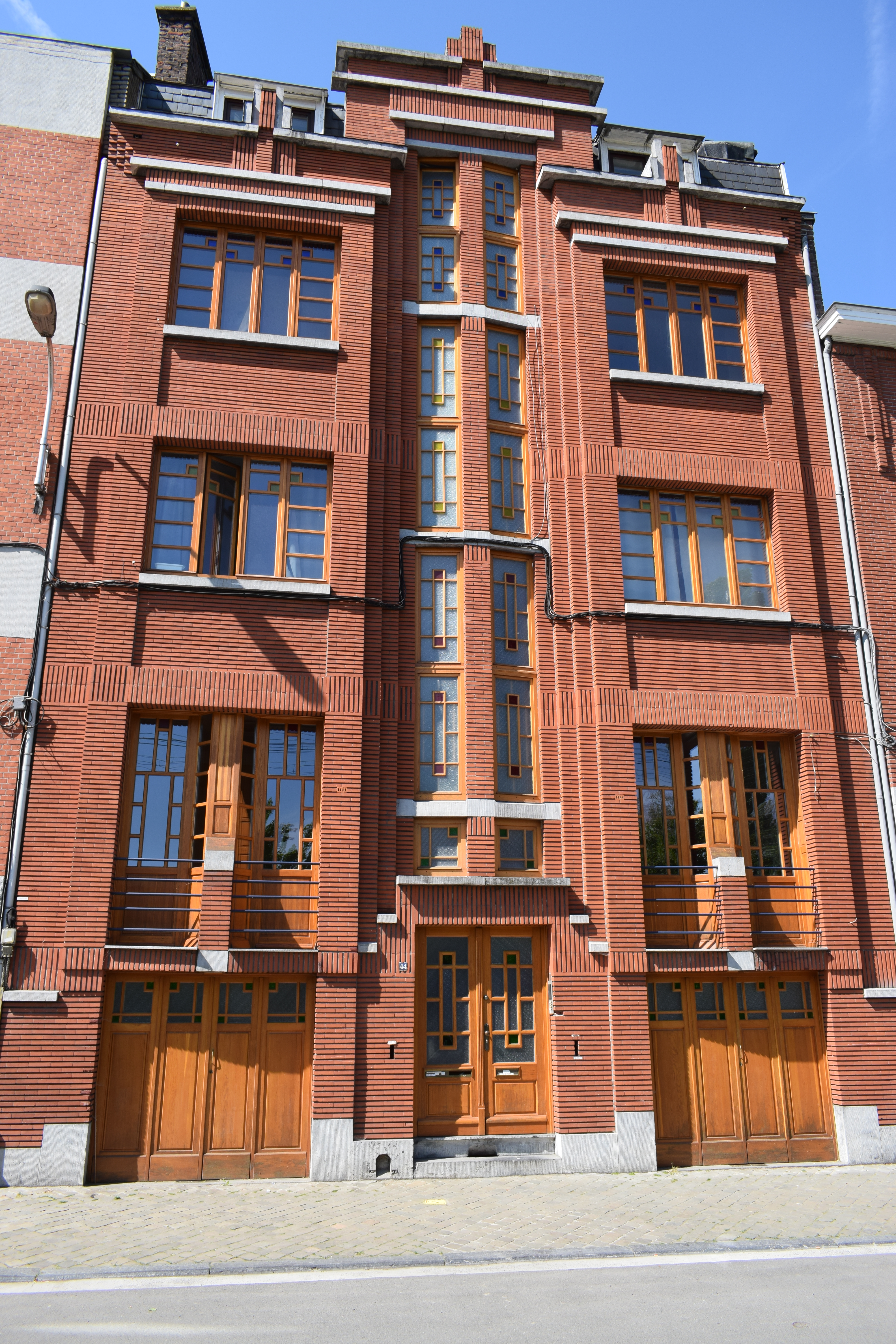
Rue Saint-Vincent, 44, immeuble de style fonctionnaliste

Au no 12, en retrait dans une cour accessible par une allée bordée de tilleuls, se trouve un ensemble abritant ateliers et bureaux de la maison d'édition Mardaga édifiés en 1986-1987 d'après des plans de l'architecte Bruno Albert.

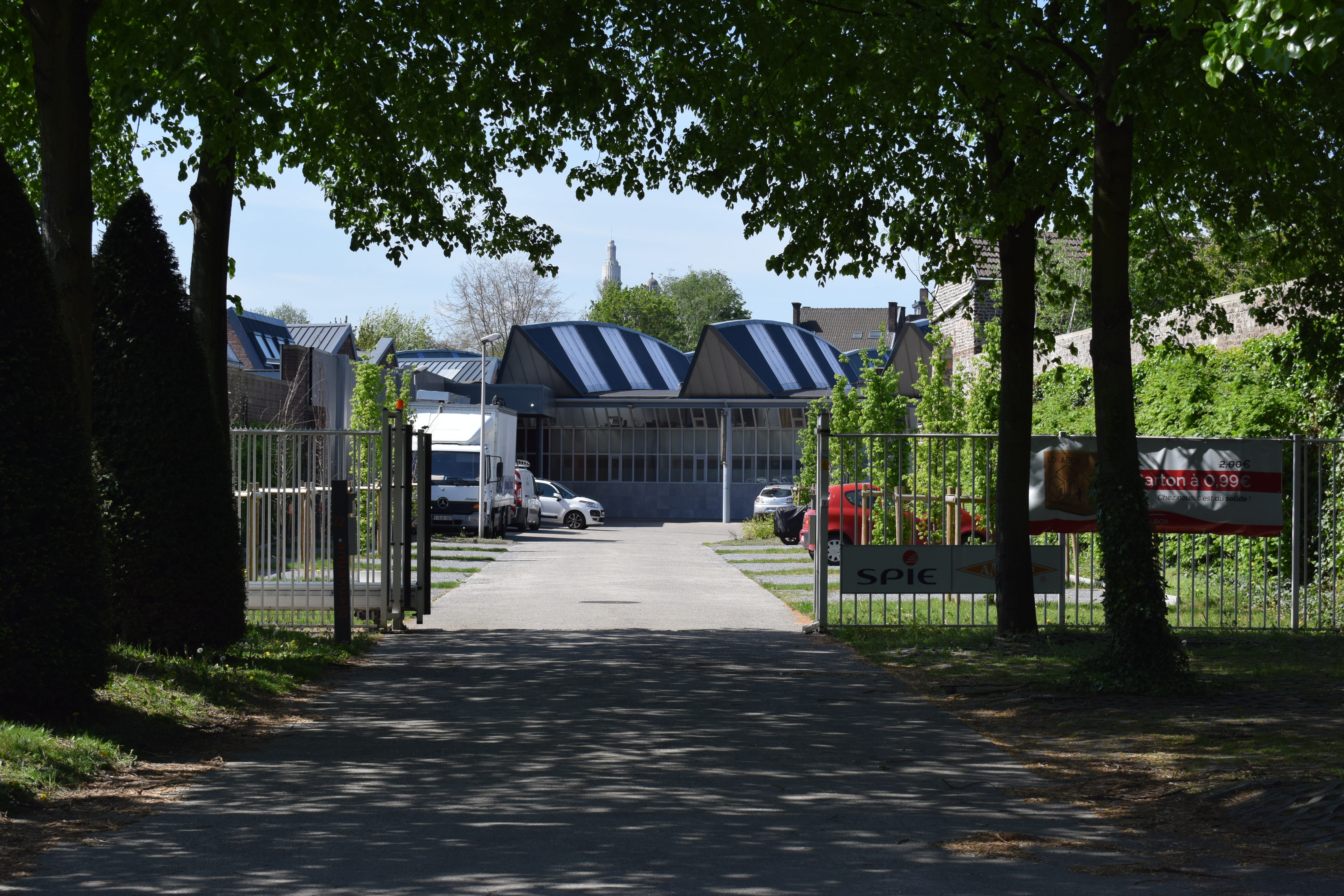
Ateliers Mardaga, rue Saint-Vincent, 12